# Eldor Shomurodov
Eldor Azamat o'g'li Shomurodov (Uzbek: Eldor Azamat õğli Shomurodov,sinh ngày 29 tháng 6 năm 1995) là một cầu thủ bóng đá người Uzbekistan chơi ở vị trí tiền đạo cho Cagliari theo dạng cho mượn từ Roma và đội tuyển bóng đá quốc gia Uzbekistan.

## Sự nghiệp
Anh bắt đầu sự nghiệp tại Mash'al Mubarek vào năm 2011, chơi cho đội trẻ của câu lạc bộ. Anh ấy chơi cho Mash'al vào năm 2011-2014. Shomurodov đã ra mắt chính thức cho đội bóng chính ở Liên đoàn huyền thoại vào ngày 12 tháng 4 năm 2014 trong trận đấu với Olmaliq. Tổng cộng anh đã hoàn thành 9 lần khoác áo câu lạc bộ trong mùa giải 2014. Năm 2015, anh bỏ qua hợp đồng với Bunyodkor. Anh đã chơi 19 trận và ghi 7 bàn ở League (tính đến ngày 1 tháng 10 năm 2015).
Vào ngày 15 tháng 7 năm 2017, Bunyodkor thông báo rằng Shomurodov đang chuyển đến câu lạc bộ Premier League của Nga FC Rostov.

## Quốc tế
Anh từng chơi cho U19 Uzbekistan năm 2014 tại Giải vô địch AFC U-19 và đủ điều kiện tham dự FIFA U-20 World Cup 2015. Anh đã chơi trong tất cả năm trận đấu của đội U-20 World Cup U-20 2015 và ghi được 2 bàn thắng.
Shomurod được gọi vào đội tuyển quốc gia chính để thi đấu vào ngày 3 tháng 9 năm 2015 trong trận đấu vòng loại WC 2018 với Yemen. Anh chính thức ra mắt đội tuyển quốc gia trong trận đấu đó. Vào ngày 8 tháng 10 năm 2015, anh đã ghi bàn thắng đầu tiên cho đội tuyển quốc gia trong trận đấu vòng loại WC với Bahrain, giành chiến thắng 4-0 cho đội bóng của Uzbekistan.

## Thống kê sự nghiệp

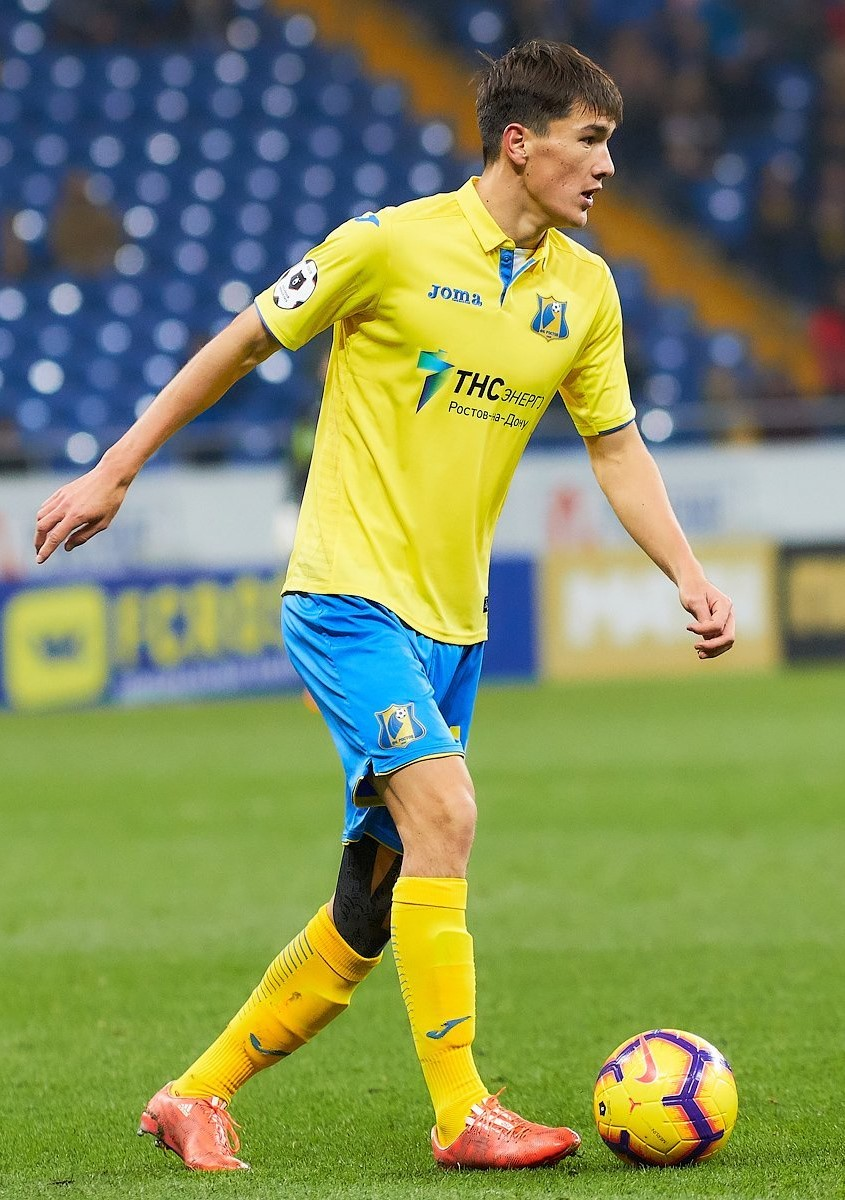
Shomurodov trong một trận đấu của FC Rostov năm 2019

### Câu lạc bộ
Tính đến ngày 30 tháng 9 năm 2020 
| Câu lạc bộ      | Mùa giải       | Giải đấu               | Giải đấu | Giải đấu | Cúp quốc gia | Cúp quốc gia | Châu lục | Châu lục | Khác | Khác | Tổng cộng | Tổng cộng |
| Câu lạc bộ      | Mùa giải       | Hạng                   | Trận     | Bàn      | Trận         | Bàn          | Trận     | Bàn      | Trận | Bàn  | Trận      | Bàn       |
| --------------- | -------------- | ---------------------- | -------- | -------- | ------------ | ------------ | -------- | -------- | ---- | ---- | --------- | --------- |
| Mash'al Mubarek | 2014           | Uzbek League           | 9        | 0        | 0            | 0            | –        | –        | –    | –    | 9         | 0         |
| Bunyodkor       | 2015           | Uzbek League           | 25       | 7        | 5            | 1            | 4        | 2        | 1    | 2    | 35        | 12        |
| Bunyodkor       | 2016           | Uzbek League           | 27       | 10       | 5            | 0            | 7        | 2        | 0    | 0    | 39        | 12        |
| Bunyodkor       | 2017           | Uzbek League           | 14       | 1        | 3            | 0            | 6        | 1        | 0    | 0    | 23        | 2         |
| Bunyodkor       | Tổng cộng      | Tổng cộng              | 66       | 18       | 13           | 1            | 17       | 5        | 1    | 2    | 97        | 26        |
| Rostov          | 2017–18        | Russian Premier League | 18       | 2        | 2            | 0            | –        | –        | –    | –    | 20        | 2         |
| Rostov          | 2018–19        | Russian Premier League | 26       | 3        | 6            | 1            | –        | –        | –    | –    | 32        | 4         |
| Rostov          | 2019–20        | Russian Premier League | 28       | 11       | 2            | 0            | –        | –        | –    | –    | 30        | 11        |
| Rostov          | 2020–21        | Russian Premier League | 8        | 0        | 0            | 0            | 1        | 1        | –    | –    | 9         | 1         |
| Rostov          | Tổng cộng      | Tổng cộng              | 80       | 16       | 10           | 1            | 1        | 1        | –    | –    | 91        | 17        |
| Genoa           | 2020–21        | Serie A                | 0        | 0        | 0            | 0            | –        | –        | 0    | 0    | 0         | 0         |
| Genoa           | Tổng cộng      | Tổng cộng              | 0        | 0        | 0            | 0            | 0        | 0        | 0    | 0    | 0         | 0         |
| Tổng sự nghiệp  | Tổng sự nghiệp | Tổng sự nghiệp         | 155      | 34       | 23           | 2            | 18       | 6        | 1    | 2    | 197       | 44        |

### Đội tuyển quốc gia
Tính đến ngày 11 tháng 6 năm 2024
| Uzbekistan | Uzbekistan | Uzbekistan |
| Năm        | Trận       | Bàn        |
| ---------- | ---------- | ---------- |
| 2015       | 2          | 1          |
| 2016       | 12         | 3          |
| 2017       | 7          | 2          |
| 2018       | 7          | 0          |
| 2019       | 14         | 13         |
| 2020       | 1          | 1          |
| 2021       | 8          | 2          |
| 2022       | 10         | 11         |
| 2023       | 7          | 5          |
| 2024       | 2          | 2          |
| Tổng cộng  | 72         | 40         |

### Bàn thắng quốc tế
Tính đến ngày 6 tháng 6 năm 2024. Bàn thắng và kết quả của Uzbekistan được liệt kê trước.
| #  | Ngày                 | Địa điểm                                                 | Đối thủ      | Bàn thắng | Kết quả | Giải đấu                 |
| -- | -------------------- | -------------------------------------------------------- | ------------ | --------- | ------- | ------------------------ |
| 1  | 8 tháng 10 năm 2015  | Sân vận động Quốc gia Bahrain, Riffa, Bahrain            | Bahrain      | 4–0       | 4–0     | Vòng loại World Cup 2018 |
| 2  | 14 tháng 2 năm 2016  | Sân vận động Rashid, Dubai, UAE                          | Liban        | 1–0       | 2–0     | Giao hữu                 |
| 3  | 7 tháng 6 năm 2016   | Thermenstadion, Bad Waltersdorf, Áo                      | Canada       | 1–1       | 1–2     | Giao hữu                 |
| 4  | 24 tháng 7 năm 2016  | Sân vận động Bunyodkor, Tashkent, Uzbekistan             | Iraq         | 2–0       | 2–1     | Giao hữu                 |
| 5  | 24 tháng 1 năm 2017  | Sân vận động The Sevens, Dubai, UAE                      | Gruzia       | 1–0       | 2–2     | Giao hữu                 |
| 6  | 24 tháng 1 năm 2017  | Sân vận động The Sevens, Dubai, UAE                      | Gruzia       | 2–2       | 2–2     | Giao hữu                 |
| 7  | 9 tháng 1 năm 2019   | Sân vận động Sharjah, Sharjah, UAE                       | Oman         | 2–1       | 2–1     | Asian Cup 2019           |
| 8  | 13 tháng 1 năm 2019  | Sân vận động Al-Rashid, Dubai, UAE                       | Turkmenistan | 2–0       | 4–0     | Asian Cup 2019           |
| 9  | 13 tháng 1 năm 2019  | Sân vận động Al-Rashid, Dubai, UAE                       | Turkmenistan | 4–0       | 4–0     | Asian Cup 2019           |
| 10 | 17 tháng 1 năm 2019  | Sân vận động Khalifa bin Zayed, Al Ain, UAE              | Nhật Bản     | 1–0       | 1–2     | Asian Cup 2019           |
| 11 | 25 tháng 3 năm 2019  | Trung tâm Thể thao Quảng Tây, Nam Ninh, Trung Quốc       | Trung Quốc   | 1–0       | 1–0     | Cúp Trung Quốc 2019      |
| 12 | 11 tháng 6 năm 2019  | Sân vận động Milliy, Tashkent, Uzbekistan                | Syria        | 1–0       | 2–0     | Giao hữu                 |
| 13 | 11 tháng 6 năm 2019  | Sân vận động Milliy, Tashkent, Uzbekistan                | Syria        | 2–0       | 2–0     | Giao hữu                 |
| 14 | 10 tháng 10 năm 2019 | Sân vận động Pakhtakor, Tashkent, Uzbekistan             | Yemen        | 2–0       | 5–0     | Vòng loại World Cup 2022 |
| 15 | 15 tháng 10 năm 2019 | Sân vận động Quốc gia, Kallang, Singapore                | Singapore    | 3–1       | 4–1     | Vòng loại World Cup 2022 |
| 16 | 15 tháng 10 năm 2019 | Sân vận động Quốc gia, Kallang, Singapore                | Singapore    | 4–1       | 4–1     | Vòng loại World Cup 2022 |
| 17 | 14 tháng 11 năm 2019 | Sân vận động Pakhtakor, Tashkent, Uzbekistan             | Ả Rập Xê Út  | 1–0       | 2–3     | Vòng loại World Cup 2022 |
| 18 | 19 tháng 11 năm 2019 | Sân vận động Pakhtakor, Tashkent, Uzbekistan             | Singapore    | 1–0       | 2–0     | Vòng loại World Cup 2022 |
| 19 | 19 tháng 11 năm 2019 | Sân vận động Pakhtakor, Tashkent, Uzbekistan             | Singapore    | 2–0       | 2–0     | Vòng loại World Cup 2022 |
| 20 | 7 tháng 10 năm 2020  | Sân vận động Milliy, Tashkent, Uzbekistan                | Uzbekistan   | 1–1       | 1–2     | Giao hữu                 |
| 21 | 7 tháng 6 năm 2021   | Sân vận động Quốc tế Nhà vua Fahd, Riyadh, Ả Rập Xê Út   | Singapore    | 3–0       | 5–0     | Vòng loại World Cup 2022 |
| 22 | 5 tháng 9 năm 2021   | Friends Arena, Solna, Thụy Điển                          | Thụy Điển    | 1–2       | 1–2     | Giao hữu                 |
| 23 | 27 tháng 1 năm 2022  | Sân vận động The Sevens, Dubai, UAE                      | Nam Sudan    | 1–0       | 3–0     | Giao hữu                 |
| 24 | 27 tháng 1 năm 2022  | Sân vận động The Sevens, Dubai, UAE                      | Nam Sudan    | 2–0       | 3–0     | Giao hữu                 |
| 25 | 25 tháng 3 năm 2022  | Sân vận động Markaziy, Namangan, Uzbekistan              | Kyrgyzstan   | 1–1       | 3–1     | Giao hữu                 |
| 26 | 29 tháng 3 năm 2022  | Sân vận động Markaziy, Namangan, Uzbekistan              | Uganda       | 2–0       | 4–2     | Giao hữu                 |
| 27 | 29 tháng 3 năm 2022  | Sân vận động Markaziy, Namangan, Uzbekistan              | Uganda       | 3–1       | 4–2     | Giao hữu                 |
| 28 | 29 tháng 3 năm 2022  | Sân vận động Markaziy, Namangan, Uzbekistan              | Uganda       | 4–1       | 4–2     | Giao hữu                 |
| 29 | 11 tháng 6 năm 2022  | Sân vận động Markaziy, Namangan, Uzbekistan              | Maldives     | 1–0       | 4–0     | Vòng loại Asian Cup 2023 |
| 30 | 11 tháng 6 năm 2022  | Sân vận động Markaziy, Namangan, Uzbekistan              | Maldives     | 2–0       | 4–0     | Vòng loại Asian Cup 2023 |
| 31 | 11 tháng 6 năm 2022  | Sân vận động Markaziy, Namangan, Uzbekistan              | Maldives     | 3–0       | 4–0     | Vòng loại Asian Cup 2023 |
| 32 | 27 tháng 9 năm 2022  | Sân vận động World Cup Suwon, Suwon, Hàn Quốc            | Costa Rica   | 1–0       | 1–2     | Giao hữu                 |
| 33 | 16 tháng 11 năm 2022 | Sân vận động Pakhtakor, Tashkent, Uzbekistan             | Kazakhstan   | 2–0       | 2–0     | Giao hữu                 |
| 34 | 24 tháng 3 năm 2023  | Thành phố Thể thao Nhà vua Abdullah, Jeddah, Ả Rập Xê Út | Bolivia      | 1–0       | 1–0     | Giao hữu                 |
| 35 | 14 tháng 6 năm 2023  | Sân vận động Milliy, Tashkent, Uzbekistan                | Turkmenistan | 1–0       | 2–0     | CAFA Nations Cup 2023    |
| 36 | 14 tháng 6 năm 2023  | Sân vận động Milliy, Tashkent, Uzbekistan                | Turkmenistan | 2–0       | 2–0     | CAFA Nations Cup 2023    |
| 37 | 17 tháng 6 năm 2023  | Sân vận động Milliy, Tashkent, Uzbekistan                | Tajikistan   | 2–1       | 5–1     | CAFA Nations Cup 2023    |
| 38 | 16 tháng 11 năm 2023 | Sân vận động Ashgabat, Ashgabat, Turkmenistan            | Turkmenistan | 3–1       | 3–1     | Vòng loại World Cup 2026 |
| 39 | 21 tháng 3 năm 2024  | Sân vận động Vượng Giác, Hồng Kông                       | Hồng Kông    | 1–0       | 2–0     | Vòng loại World Cup 2026 |
| 40 | 26 tháng 3 năm 2024  | Sân vận động Milliy, Tashkent, Uzbekistan                | Hồng Kông    | 1–0       | 3–0     | Vòng loại World Cup 2026 |

## Danh hiệu

### Câu lạc bộ

#### Mashʼal Mubarek
- Uzbekistan PFL Cup: 2014

#### Bunyodkor
- Uzbekistan Super League: 2016

AS Roma
- UEFA Europa Conference League: 2021–22

### Cá nhân
- Cầu thủ Uzbekistan xuất sắc nhất năm: 2019